# Kanton Le Val-d’Ajol
Der Kanton Le Val-d’Ajol ist seit 2015 ein französischer Wahlkreis in den Arrondissements Épinal und Neufchâteau, im Département Vosges in der Region Grand Est; sein Bureau centralisateur befindet sich in Le Val-d’Ajol.

## Geschichte
Der Kanton entstand bei der Neueinteilung der französischen Kantone im Jahr 2015. Seine Gemeinden kommen aus den ehemaligen Kantonen Bains-les-Bains (alle elf Gemeinden), Xertigny (alle acht Gemeinden) und Plombières-les-Bains (alle vier Gemeinden).

## Lage
Der Kanton liegt an der Südgrenze des Départements.

## Gemeinden
Der Kanton besteht aus 21 Gemeinden mit insgesamt 19.704 Einwohnern (Stand: 1. Januar 2022) auf einer Gesamtfläche von 573,70 km²:
| Gemeinde               | Einwohner 1. Januar 2022 | Fläche km² | Dichte Einw./km² | Code INSEE | Postleitzahl | Arrondissement |
| ---------------------- | ------------------------ | ---------- | ---------------- | ---------- | ------------ | -------------- |
| Bellefontaine          | 959                      | 39,11      | 25               | 88048      | 88370        | Épinal         |
| Charmois-l’Orgueilleux | 584                      | 35,92      | 16               | 88092      | 88270        | Épinal         |
| Dounoux                | 871                      | 9,23       | 94               | 88157      | 88220        | Épinal         |
| Fontenoy-le-Château    | 499                      | 38,13      | 13               | 88176      | 88240        | Épinal         |
| Girmont-Val-d’Ajol     | 256                      | 16,67      | 15               | 88205      | 88340        | Épinal         |
| Grandrupt-de-Bains     | 70                       | 3,60       | 19               | 88214      | 88240        | Neufchâteau    |
| Gruey-lès-Surance      | 210                      | 27,10      | 8                | 88221      | 88240        | Épinal         |
| Hadol                  | 2.331                    | 49,05      | 48               | 88225      | 88220        | Épinal         |
| La Chapelle-aux-Bois   | 672                      | 30,65      | 22               | 88088      | 88240        | Épinal         |
| La Haye                | 134                      | 7,34       | 18               | 88236      | 88240        | Épinal         |
| La Vôge-les-Bains      | 1.556                    | 44,09      | 35               | 88029      | 88240        | Épinal         |
| Le Clerjus             | 463                      | 32,93      | 14               | 88108      | 88240        | Épinal         |
| Le Val-d’Ajol          | 3.873                    | 73,33      | 53               | 88487      | 88340        | Épinal         |
| Les Voivres            | 285                      | 12,81      | 22               | 88520      | 88240        | Épinal         |
| Montmotier             | 34                       | 4,24       | 8                | 88311      | 88240        | Épinal         |
| Plombières-les-Bains   | 1.571                    | 27,20      | 58               | 88351      | 88370        | Épinal         |
| Trémonzey              | 235                      | 9,07       | 26               | 88479      | 88240        | Épinal         |
| Uriménil               | 1.326                    | 15,62      | 85               | 88481      | 88220        | Épinal         |
| Uzemain                | 1.050                    | 27,30      | 38               | 88484      | 88220        | Épinal         |
| Vioménil               | 153                      | 23,59      | 6                | 88515      | 88260        | Neufchâteau    |
| Xertigny               | 2.572                    | 50,25      | 51               | 88530      | 88220        | Épinal         |
| Kanton Le Val-d’Ajol   | 19.704                   | 573,70     | 34               | 8816       | –            | –              |

## Veränderungen im Gemeindebestand seit 2015
2017: Fusion Bains-les-Bains, Harsault und Hautmougey → La Vôge-les-Bains

## Politik
| Vertreter im conseil général des Départements | Vertreter im conseil général des Départements | Vertreter im conseil général des Départements |
| Amtszeit                                      | Name                                          | Partei                                        |
| --------------------------------------------- | --------------------------------------------- | --------------------------------------------- |
| 2015–                                         | Philippe Faivre Véronique Marcot              | DVD                                           |